# Peelwatt
Peelwatt (dänisch: Pælevad) ist der Name eines Stadtbezirks im Süden der Stadt Flensburg und eines kleinen Flusses der diesen Stadtbezirk durchfließt. Zudem existiert eine Straße namens Peelwatt, welche am Rande des Flusses verläuft.

## Benennung
Der Name Peelwatt setzt sich aus den Wortbestandteilen Peel und Watt zusammen. Das Wort „Peel“ deutet auf einen Pfeiler beziehungsweise einen Pfahl hin. Das Wort „Watt“ verweist möglicherweise auf ein Feuchtgebiet (vgl. auch mit dem südöstlich gelegenen Ort Gosewatt) beziehungsweise auf eine dortige Furt hin. Der Name soll daher „Pfahlfurt“ bedeuten. Der Name beschrieb demnach offenbar ursprünglich einen Überquerungsbereich über den dortigen Fluss.

## Lage des Stadtbezirks
Das Peelwatter Gebiet liegt südlich vom Gebiet Rude und gehört mit der Rude zusammen zum Stadtteil Südstadt. Die Husumer Straße, die Straße Zur Bleiche sowie die Eckernförder Landstraße bilden nach Norden hin die Grenze zum Stadtbezirk Rude. Die Westtangente bildet die westliche Grenze zum Stadtteil Weiche.

## Flussverlauf

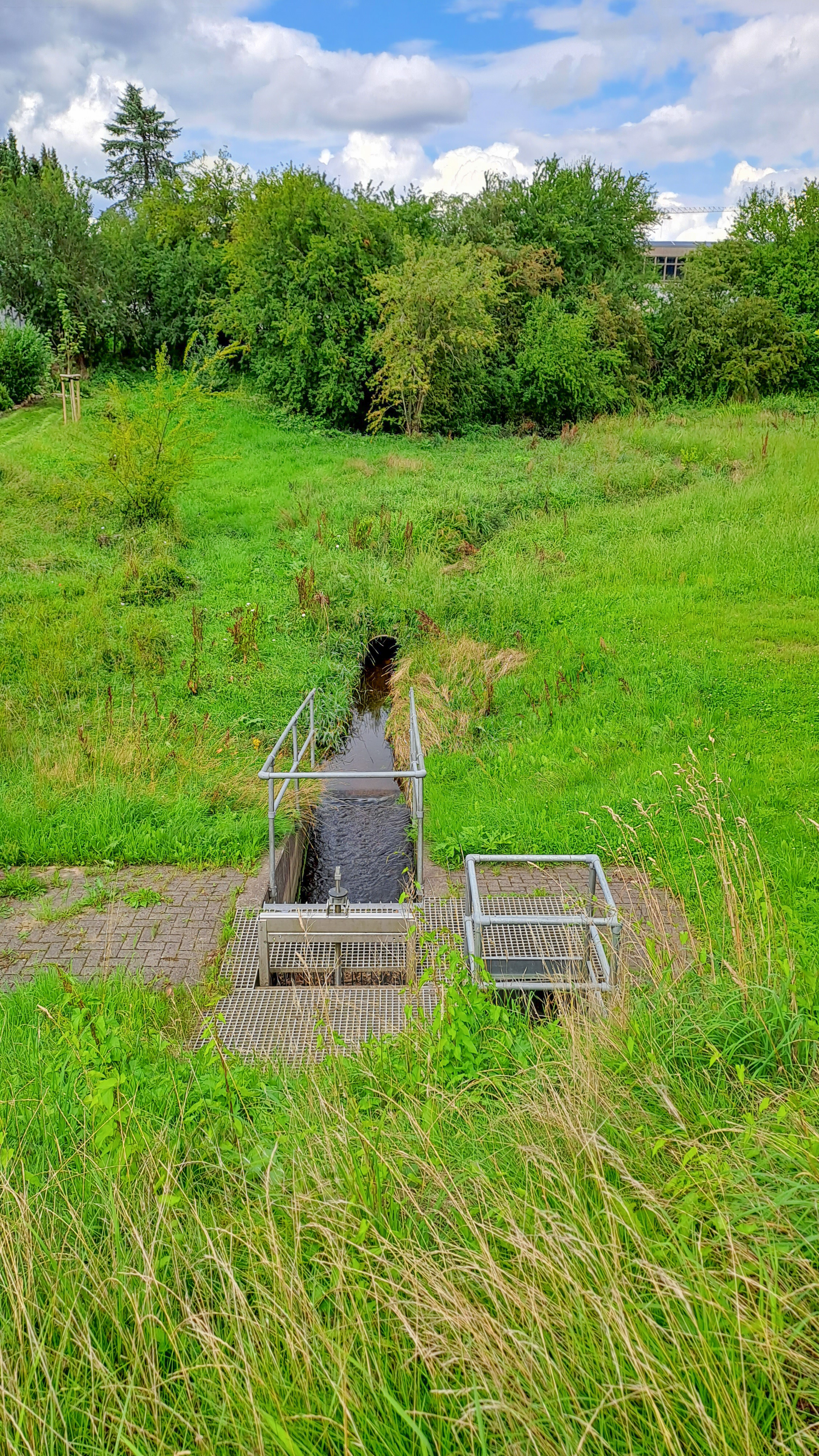
Fließgewässer Peelwatt kurz vor der Unterquerung der Straße Fuchskuhle

Der kleine Fluss entsteht in einer Moränenfläche südöstlich von Tastrup und besteht dort zunächst aus einigen Wiesengräben. Aus nordöstlicher Richtung verläuft sie weiter nach Südwesten, um dort in die Scherrebek zu münden. Sie ist nicht mit dem benachbarten Gleisbach zu verwechseln, der in dem Gebiet direkt nach Norden in die Flensburger Förde verläuft. Die Peelwatt folgt einer abfallenden Entwässerungsbahn, welche Schmelzwasser zum Ende der Eiszeit transportierte. Die zunächst offenliegende Peelwatt wurde im westlich gelegenen Gewerbegebiet Süd weitgehend verrohrt. Die versiegelten Flächen des Gewerbegebietes Süd führen bei Regen dazu, dass erhebliche Wassermengen in die Peelwatt gelangen. Erst ab der Schleswiger Straße ist sie wieder offen sichtbar. Gemäß dem Amtlichen Wasserwirtschaftlichen Gewässerverzeichnis des Landes Schleswig-Holstein ändert sich der Name der Peelwatt nach der Unterquerung der Bahnstrecke Fredericia–Flensburg in Scherrebek (Lage).

## Bebauung
Der Stadtbezirk Peelwatt besteht zu einem großen Teil aus dem Gewerbegebiet Süd und dem ehemaligen Gebiet des stillgelegten Bahnbetriebswerk Peelwatt mit seinen Bahnanlagen. Was in Zukunft an den dortigen Bahnflächen entstehen soll, ist bisher weitgehend unklar. Bisher ist der Bereich weitgehend der Natur überlassen. Am noch unversiegelten Flussbereich ist in Teilen heute ein Zentralkrankenhaus für Flensburg geplant. Insbesondere eine geplante Ausfahrt der Osttangente soll das geplante Krankenhaus an das städtische Straßennetz anbinden. Auch ein größerer Parkplatz ist in diesem Zusammenhang angedacht. Ob die angrenzende Ausgleichsfläche Peelwatt daher auf Dauer Bestand haben wird, ist unklar.